# No Matter What
No Matter What is een single van de Ierse boyband Boyzone. Het was de dertiende single van de groep en werd aan het eind van 1998 uitgebracht.
In eigen land hadden de jongens eerder al drie keer de eerste plaats behaald, maar in Nederland werd No Matter What hun eerste nummer 1-hit. Zowel in de Nederlandse Top 40 als de Single Top 100 stond het nummer zeven weken op de eerste plaats. Van de single werden in Nederland ruim 150.000 exemplaren verkocht. In het jaaroverzicht van de Single Top 100 eindigde de hit op de tweede plaats, achter My heart will go on van Céline Dion.
No Matter What was een van de laatste successen van Boyzone in Nederland: geen enkele single van de groep, die in 2000 aanvankelijk werd opgeheven, behaalde nog de top 10. Ook in Vlaanderen, waar het nummer de tweede plaats behaalde, werd het succes van No Matter What niet meer geëvenaard.
Dit lied komt oorspronkelijk uit de Andrew Lloyd Webber-musical Whistle Down the Wind (ook door Steinman).

## Hitnotering
| "No Matter What" in de Nederlandse Top 40 - binnen: 26-09-1998 | "No Matter What" in de Nederlandse Top 40 - binnen: 26-09-1998 | "No Matter What" in de Nederlandse Top 40 - binnen: 26-09-1998 | "No Matter What" in de Nederlandse Top 40 - binnen: 26-09-1998 | "No Matter What" in de Nederlandse Top 40 - binnen: 26-09-1998 | "No Matter What" in de Nederlandse Top 40 - binnen: 26-09-1998 | "No Matter What" in de Nederlandse Top 40 - binnen: 26-09-1998 | "No Matter What" in de Nederlandse Top 40 - binnen: 26-09-1998 | "No Matter What" in de Nederlandse Top 40 - binnen: 26-09-1998 | "No Matter What" in de Nederlandse Top 40 - binnen: 26-09-1998 | "No Matter What" in de Nederlandse Top 40 - binnen: 26-09-1998 | "No Matter What" in de Nederlandse Top 40 - binnen: 26-09-1998 | "No Matter What" in de Nederlandse Top 40 - binnen: 26-09-1998 | "No Matter What" in de Nederlandse Top 40 - binnen: 26-09-1998 | "No Matter What" in de Nederlandse Top 40 - binnen: 26-09-1998 | "No Matter What" in de Nederlandse Top 40 - binnen: 26-09-1998 | "No Matter What" in de Nederlandse Top 40 - binnen: 26-09-1998 | "No Matter What" in de Nederlandse Top 40 - binnen: 26-09-1998 | "No Matter What" in de Nederlandse Top 40 - binnen: 26-09-1998 | "No Matter What" in de Nederlandse Top 40 - binnen: 26-09-1998 | "No Matter What" in de Nederlandse Top 40 - binnen: 26-09-1998 | "No Matter What" in de Nederlandse Top 40 - binnen: 26-09-1998 | "No Matter What" in de Nederlandse Top 40 - binnen: 26-09-1998 |
| Week                                                           | 1                                                              | 2                                                              | 3                                                              | 4                                                              | 5                                                              | 6                                                              | 7                                                              | 8                                                              | 9                                                              | 10                                                             | 11                                                             | 12                                                             | 13                                                             | 14                                                             | 15                                                             | 16                                                             | 17                                                             | 18                                                             | 19                                                             | 20                                                             | 21                                                             |                                                                |
| -------------------------------------------------------------- | -------------------------------------------------------------- | -------------------------------------------------------------- | -------------------------------------------------------------- | -------------------------------------------------------------- | -------------------------------------------------------------- | -------------------------------------------------------------- | -------------------------------------------------------------- | -------------------------------------------------------------- | -------------------------------------------------------------- | -------------------------------------------------------------- | -------------------------------------------------------------- | -------------------------------------------------------------- | -------------------------------------------------------------- | -------------------------------------------------------------- | -------------------------------------------------------------- | -------------------------------------------------------------- | -------------------------------------------------------------- | -------------------------------------------------------------- | -------------------------------------------------------------- | -------------------------------------------------------------- | -------------------------------------------------------------- | -------------------------------------------------------------- |
| Positie                                                        | 15                                                             | 1                                                              | 1                                                              | 1                                                              | 1                                                              | 1                                                              | 1                                                              | 1                                                              | 2                                                              | 2                                                              | 3                                                              | 4                                                              | 4                                                              | 7                                                              | 7                                                              | 12                                                             | 19                                                             | 23                                                             | 34                                                             | 34                                                             | 38                                                             | uit                                                            |

| "No Matter What" in de Nederlandse Single Top 100 - binnen: 19-09-1998 | "No Matter What" in de Nederlandse Single Top 100 - binnen: 19-09-1998 | "No Matter What" in de Nederlandse Single Top 100 - binnen: 19-09-1998 | "No Matter What" in de Nederlandse Single Top 100 - binnen: 19-09-1998 | "No Matter What" in de Nederlandse Single Top 100 - binnen: 19-09-1998 | "No Matter What" in de Nederlandse Single Top 100 - binnen: 19-09-1998 | "No Matter What" in de Nederlandse Single Top 100 - binnen: 19-09-1998 | "No Matter What" in de Nederlandse Single Top 100 - binnen: 19-09-1998 | "No Matter What" in de Nederlandse Single Top 100 - binnen: 19-09-1998 | "No Matter What" in de Nederlandse Single Top 100 - binnen: 19-09-1998 | "No Matter What" in de Nederlandse Single Top 100 - binnen: 19-09-1998 | "No Matter What" in de Nederlandse Single Top 100 - binnen: 19-09-1998 | "No Matter What" in de Nederlandse Single Top 100 - binnen: 19-09-1998 | "No Matter What" in de Nederlandse Single Top 100 - binnen: 19-09-1998 | "No Matter What" in de Nederlandse Single Top 100 - binnen: 19-09-1998 | "No Matter What" in de Nederlandse Single Top 100 - binnen: 19-09-1998 | "No Matter What" in de Nederlandse Single Top 100 - binnen: 19-09-1998 |
| Week                                                                   | 1                                                                      | 2                                                                      | 3                                                                      | 4                                                                      | 5                                                                      | 6                                                                      | 7                                                                      | 8                                                                      | 9                                                                      | 10                                                                     | 11                                                                     | 12                                                                     | 13                                                                     | 14                                                                     | 15                                                                     | 16                                                                     |
| ---------------------------------------------------------------------- | ---------------------------------------------------------------------- | ---------------------------------------------------------------------- | ---------------------------------------------------------------------- | ---------------------------------------------------------------------- | ---------------------------------------------------------------------- | ---------------------------------------------------------------------- | ---------------------------------------------------------------------- | ---------------------------------------------------------------------- | ---------------------------------------------------------------------- | ---------------------------------------------------------------------- | ---------------------------------------------------------------------- | ---------------------------------------------------------------------- | ---------------------------------------------------------------------- | ---------------------------------------------------------------------- | ---------------------------------------------------------------------- | ---------------------------------------------------------------------- |
| Positie                                                                | 38                                                                     | 10                                                                     | 1                                                                      | 1                                                                      | 1                                                                      | 1                                                                      | 1                                                                      | 1                                                                      | 1                                                                      | 2                                                                      | 2                                                                      | 3                                                                      | 3                                                                      | 4                                                                      | 5                                                                      | 7                                                                      |
| Week                                                                   | 17                                                                     | 18                                                                     | 19                                                                     | 20                                                                     | 21                                                                     | 22                                                                     | 23                                                                     | 24                                                                     | 24                                                                     | 26                                                                     | 27                                                                     | 28                                                                     | 29                                                                     | 30                                                                     |                                                                        |                                                                        |
| Positie                                                                | 10                                                                     | 18                                                                     | 20                                                                     | 22                                                                     | 27                                                                     | 33                                                                     | 45                                                                     | 55                                                                     | 52                                                                     | 60                                                                     | 64                                                                     | 68                                                                     | 74                                                                     | 79                                                                     | uit                                                                    |                                                                        |

| "No Matter What" in de Vlaamse Ultratop 50 - binnen: 29-08-1998 | "No Matter What" in de Vlaamse Ultratop 50 - binnen: 29-08-1998 | "No Matter What" in de Vlaamse Ultratop 50 - binnen: 29-08-1998 | "No Matter What" in de Vlaamse Ultratop 50 - binnen: 29-08-1998 | "No Matter What" in de Vlaamse Ultratop 50 - binnen: 29-08-1998 | "No Matter What" in de Vlaamse Ultratop 50 - binnen: 29-08-1998 | "No Matter What" in de Vlaamse Ultratop 50 - binnen: 29-08-1998 | "No Matter What" in de Vlaamse Ultratop 50 - binnen: 29-08-1998 | "No Matter What" in de Vlaamse Ultratop 50 - binnen: 29-08-1998 | "No Matter What" in de Vlaamse Ultratop 50 - binnen: 29-08-1998 | "No Matter What" in de Vlaamse Ultratop 50 - binnen: 29-08-1998 | "No Matter What" in de Vlaamse Ultratop 50 - binnen: 29-08-1998 | "No Matter What" in de Vlaamse Ultratop 50 - binnen: 29-08-1998 | "No Matter What" in de Vlaamse Ultratop 50 - binnen: 29-08-1998 | "No Matter What" in de Vlaamse Ultratop 50 - binnen: 29-08-1998 | "No Matter What" in de Vlaamse Ultratop 50 - binnen: 29-08-1998 | "No Matter What" in de Vlaamse Ultratop 50 - binnen: 29-08-1998 | "No Matter What" in de Vlaamse Ultratop 50 - binnen: 29-08-1998 | "No Matter What" in de Vlaamse Ultratop 50 - binnen: 29-08-1998 | "No Matter What" in de Vlaamse Ultratop 50 - binnen: 29-08-1998 | "No Matter What" in de Vlaamse Ultratop 50 - binnen: 29-08-1998 | "No Matter What" in de Vlaamse Ultratop 50 - binnen: 29-08-1998 | "No Matter What" in de Vlaamse Ultratop 50 - binnen: 29-08-1998 | "No Matter What" in de Vlaamse Ultratop 50 - binnen: 29-08-1998 | "No Matter What" in de Vlaamse Ultratop 50 - binnen: 29-08-1998 |
| Week                                                            | 1                                                               | 2                                                               | 3                                                               | 4                                                               | 5                                                               | 6                                                               | 7                                                               | 8                                                               | 9                                                               | 10                                                              | 11                                                              | 12                                                              | 13                                                              | 14                                                              | 15                                                              | 16                                                              | 17                                                              | 18                                                              | 19                                                              | 20                                                              | 21                                                              | 22                                                              | 23                                                              |                                                                 |
| --------------------------------------------------------------- | --------------------------------------------------------------- | --------------------------------------------------------------- | --------------------------------------------------------------- | --------------------------------------------------------------- | --------------------------------------------------------------- | --------------------------------------------------------------- | --------------------------------------------------------------- | --------------------------------------------------------------- | --------------------------------------------------------------- | --------------------------------------------------------------- | --------------------------------------------------------------- | --------------------------------------------------------------- | --------------------------------------------------------------- | --------------------------------------------------------------- | --------------------------------------------------------------- | --------------------------------------------------------------- | --------------------------------------------------------------- | --------------------------------------------------------------- | --------------------------------------------------------------- | --------------------------------------------------------------- | --------------------------------------------------------------- | --------------------------------------------------------------- | --------------------------------------------------------------- | --------------------------------------------------------------- |
| Positie                                                         | 27                                                              | 12                                                              | 6                                                               | 3                                                               | 3                                                               | 2                                                               | 2                                                               | 2                                                               | 2                                                               | 2                                                               | 2                                                               | 2                                                               | 6                                                               | 8                                                               | 11                                                              | 13                                                              | 15                                                              | 18                                                              | 15                                                              | 16                                                              | 20                                                              | 28                                                              | 44                                                              | uit                                                             |

### NPO Radio 2 Top 2000
| Nummer met noteringen in de NPO Radio 2 Top 2000 | '01 | '02 | '03  | '04 | '05  | '06  | '07  | '08  | '09  | '10  | '11  |
| ------------------------------------------------ | --- | --- | ---- | --- | ---- | ---- | ---- | ---- | ---- | ---- | ---- |
| No Matter What                                   | 622 | 765 | 1026 | 951 | 1176 | 1464 | 1511 | 1227 | 1124 | 1416 | 1649 |

1. ↑  Een vetgedrukt getal geeft de hoogste notering aan.
2. ↑  2001 was het eerste jaar met een notering voor dit nummer.
3. ↑  Deze tabel is bijgewerkt tot en met de laatste editie (2024).